# Шеклянур
Шекляну́р (рос. Шеклянур, марій. Шеклянур) — присілок у складі Медведевського району Марій Ел, Росія. Входить до складу Азяковського сільського поселення.

## Населення
Населення — 322 особи (2010; 271 у 2002).
Національний склад (станом на 2002 рік):
- лучні марійці — 80 %